# Cattleya kerrii
La Cattleya kerrii es una especie de orquídea epifita  que pertenece al género de las Cattleya.   

## Descripción
Es una orquídea de tamaño pequeño, con hábitos de epifita y que florece en una inflorescencia terminal, corta con algunas flores cubiertas por una vaina basal.

## Distribución
Se encuentra en Brasil como especie bifoliada de la selva atlántica del Estado de Bahía en los árboles en los márgenes pantanosos con sombra, alta humedad y alta precipitación. 

## Taxonomía
Cattleya kerrii fue descrita por Brieger & Bicalho  y publicado en Bradea, Boletim do Herbarium Bradeanum 2: 61. 1976.
Etimología
Cattleya: nombre genérico otorgado en honor de William Cattley orquideólogo aficionado inglés,
kerrii: epíteto otorgado por el botánico Arthur Francis George Kerr.